# Johnny Douglas
Johnny Douglas (n. 3 septembrie 1882, Hackney District⁠(d), Anglia, Regatul Unit al Marii Britanii și Irlandei – d. 19 decembrie 1930, Læsø⁠(d), Regiunea Nordjylland, Danemarca) a fost un boxer ce a reprezentat Regatul Unit al Marii Britanii și al Irlandei de Nord, medaliat olimpic. A participat la o ediție a Jocurilor Olimpice (1908) în care a câștigat o medalie de aur.